# Sarcophaga subaenescens
Sarcophaga subaenescens är en tvåvingeart som beskrevs av Aldrich 1925. Sarcophaga subaenescens ingår i släktet Sarcophaga och familjen köttflugor.
Artens utbredningsområde är New Jersey. Inga underarter finns listade i Catalogue of Life.